# 卡特林·阿姆茨
卡特林·阿姆茨（1962年—）是一位德国神经科学家，出生于东德的波茨坦，现为杜塞尔多夫大学脑科学教授，于利希研究中心研究员，欧洲人腦計畫研究主任。